# کیلیان یورنت بورگادا
کیلیان یورنت بورگادا (اسپانیایی: Kílian Jornet Burgada‎؛ زادهٔ ۲۷ اکتبر ۱۹۸۷) دونده دو استقامت و اسکی‌باز اهل اسپانیا است.
وی در مسابقات کشوری و بین‌المللی در مجموع برندهٔ ۱۶ مدال طلا، ۴ مدال نقره، ۲ مدال برنز شده‌است.